# حسين سالم باصديق
حسين سالم باصديق كاتب وقاص وروائي وباحث يمني، وعضو مؤسس في اتحاد الأدباء والكتاب اليمنيين، ولد في 9 ديسمبر 1928 م في مدينة عدن ،درس باصديق المرحلة الابتدائية في مدينة عدن ونال شهادة كامبريدج العليا بعدن عام 1948،بعد انهاء الثانوية عمل كاتبا في الأرصاد الجوي (1948- 1950م) ثم مدرسا في مدرسة بازرعة الخيرية الإسلامية (1951- 1956م) كما عمل كضابط سلوك في الشؤن الاجتماعية ومحامي أطفال(1956- 1958م)..حصل على دبلوم في الاقتصاد التعاوني من كلية القبرة بجامعة نوتنجهام بانجلترا عام 1962.وكان أول نقيب للمعلمين في عدن عام 1950م

## أعمال أخرى
- عمل كأحد خبراء التعاون العرب وعضو هيئة خبراء التعاون العرب بجامعة الدول العربية خلال 1968 - 1971م.
- عمل في التعاون والتسويق حتى صار مدير عام (58 - 1969م).
- عمل في سكرتارية مجلس الوزراء مترجما ثم مديرا لإدارة المتابعة والتنسيق ثم مدير عام لسكرتارية مجلس الوزراء بالوكالة (72 - 1980م) ثم عين بقرار من رئيس الوزراء نائبا لمدير عام المركز اليمني للأبحاث الثقافية والأثار والمتاحف بعدن (80 - 1983م).
- عمل مدير لدائرة التأليف والترجمة والنشر بوزارة الثقافة والسياحة معارا (1983م).
- عمل مشاركا في الحركة الكشفية عام (45 - 1956م) ، كماشارك في تأسيس الحركة الرياضية المختلفة (54 - 1974م) ، وأنتخب في إدارة نادي التلال الرياضي رئيسا ومشرفا للنادي مع آخرين (1990م).
- آخر عمل لهقبل وفاته باحثا ثقافيا بالمركز اليمني .

## أعماله الأدبية
بدأ باصديق الكتابة الادبية في صحف عدن في الأربعينيات من القرن الماضي وقد كتب أكثر من 44 مسرحية بدء من مسرحية (بائع البطيخ) فبراير 1956م
وحتى مسرحية الأخيرة «تحت ظل الشجرة» كما قدم للتلفزيون في 1976م مسلسل (حب خلف الآفاق البعيدة) سبع حلقات ومسلسلا إذاعيا بعنوان (الصفقة الجديدة) في 1983م.
صدرت أول مجموعة قصصية لباصديق تحت عنوان ( الإبحار على متن حسناء) 1989م، فيما صدرت آخر كتبه «الإبحار في عينيها» وهو على فراش المرض في دولة الإمارات العربية عام 1996م. وقد طبعت له عدد من الأعمال الأدبية منها: «طريق الغيوم» رواية، «من أجلها يجازفون» مسرحية، «اشعة حريرية» قصص، «الجرة الفضية» قصص، «الإبحار على متن حسناء» رواية، و«مطر في الخريف» مسرحيات، «عذراء الجبل رواية»، و «عند رحيل القمر» قصص.